# Уржа
Уржа — деревня в Кочёвском районе Пермского края. Входит в состав Кочёвского сельского поселения. Располагается юго-восточнее районного центра, села Кочёво, на реке Уржа. Расстояние до районного центра составляет 15 км. По данным Всероссийской переписи населения 2010 года, в деревне проживало 24 человека (12 мужчин и 12 женщин).

## История
По данным на 1 июля 1963 года, в деревне проживало 79 человек. До конца 1962 года населённый пункт входил в состав Сепольского сельсовета, а в 1963 году деревня вошла в состав Кочёвского сельсовета.